# Conan the Adventurer
Conan the Adventurer é uma produção animada americo-franco-canadiana inspirada na personagem fictícia Conan de Robert E. Howard. Foi transmitida em Portugal pelo Canal 1. Produzida pela Jetlag Productions e pela Sunbow Productions, a série estreou em 13 de setembro de 1992, teve 65 episódios e foi concluída em 22 de novembro de 1993. A série foi desenvolvida por Christy Marx, que foi o único editor da história.
A série foi produzida em associação com a Graz Entertainment na primeira temporada de 13 episódios; AB Productions e Créativité et Développement de Jean Chalopin para os demais episódios. A série também gerou uma pequena linha de brinquedos em 1992, criada pela Hasbro. Esta primeira encarnação de Conan em forma de desenho animado teve um desempenho muito melhor do que seu desenho animado seguinte, Conan and the Young Warriors, que duraram apenas 13 episódios.

## Enredo
Conan viveu na Ciméria com seus pais durante toda a sua infância. Enquanto fora com seu avô uma noite em uma caminhada, "lágrimas de fogo" ou meteoros caíram dos céus. Conan recolheu-os e trouxe-os de volta para sua família. O pai de Conan, o ferreiro da aldeia, usou o minério dos meteoros para forjar o Star Metal e usou-o para criar várias ferramentas e armas que nunca enferrujariam ou quebrariam ou aborreceriam. Ele os vendeu, mas seu melhor trabalho, uma magnífica espada, ele guardou para Conan. Foi colocado em uma cripta e coberto com uma pesada laje de pedra. O pai de Conan disse a seu filho que apenas quando ele era "homem o suficiente" (ou seja, forte o suficiente) para empurrar a laje de pedra, poderia legitimamente reivindicar a espada.
Enquanto isso, o malvado mago dos [Homem-Serpente|Homens-Serpente]], Wrath-Amon soube do Star Metal e que, além de sua força, possuía o poder de abrir portais entre as dimensões. Ele então buscou o Star Metal para liberar sua divindade Set do "Abismo" para o qual ele há muito tempo tinha sido banido pelos poderes combinados de virtualmente todo bruxo vivo na Terra por tentar escravizar a raça humana. Como parte de sua busca, Wrath-Amon procurou a família de Conan. O pai de Conan disse a Wrath-Amon que ele havia vendido todo o Star Metal, mas o mago se recusou a acreditar. O bruxo estava certo para além da espada, foi revelado em um episódio posterior que o pai de Conan tinha escondido peças de Star Metal com outros aldeões. Wrath-Amon usou o feitiço da pedra viva na família de Conan.
Conan então tinha ido reivindicar sua espada Star Metal para atacar Wrath-Amon e seus seguidores. Quando a espada Star Metal se aproximou de Wrath-Amon, ela rompeu sua magia e mostrou seu rosto reptiliano. Para isso, ele disse: "Aqueles que vêem a verdadeira face de Wrath-Amon devem perecer!" (esta cena é semelhante a uma no filme). Tendo afugentado o bruxo, Conan então se voltou para sua família e jurou em nome de seu deus Crom para encontrar uma maneira de liberá-los do feitiço.
Assim, as aventuras de Conan começam quando, procurando uma maneira de curar sua família e libertar a terra do governo de Wrath-Amon. Os capangas da Wrath-Amon também estão se transformando em Serpentes. Quando a espada Star Metal de Conan está perto o suficiente deles, ela quebrou o feitiço que os disfarçou e revelou sua verdadeira forma para ser Homens Serpentes. Quando Star Metal fez contato com os Serpent Men, eles os baniram para o Abismo com Set. Espiões e agentes de Set e Stygia, muitos deles também Homens-Serpentes, estavam presentes em muitas cidades, nações e tribos em toda a terra na época de Conan.
Em comparação com as histórias originais de Conan e os quadrinhos da Marvel, como o rei Conan, Conan Saga, Conan, o bárbaro e Conan, o rei, o desenho animado Conan exibe um alto grau de moralidade moderna. Enquanto o Conan original é um ladrão, um assassino e um namorador, o desenho animado Conan tem mais em comum com personagens de desenhos animados empunhando espadas como He-Man. Em um ponto, ele se recusa a se juntar a uma tripulação pirata, alegando que é errado roubar, ele se recusa a atacar oponentes desarmados ou derrotados. Ele é um personagem gentil e atencioso, embora um pouco ingênuo, que defende seus amigos e o que ele vê como certo e é muito respeitável. A série também reduziu a violência do original para os níveis dos desenhos animados, deliberadamente fazendo com que os Homens-Serpentes fossem "banidos" com qualquer toque das armas dos heróis, em vez de serem atingidos.